# Christoph Puhl

Christoph Puhl bei der Spielwarenmesse Essen 2008

Christoph Puhl (* 3. August 1976 in Wien, Österreich) ist ein österreichischer Spieleautor, Journalist, Berater und Trade Marketing Manager.

## Leben und Werk
Nach dem Besuch des Gymnasiums sowie der Ableistung des Wehrdienstes studierte Puhl an der Universität Wien Rechtswissenschaften. Während des Studiums schrieb Puhl für verschiedene Wochenmagazine, unter anderem für WCM.
Im Jahr 2000 gründete Puhl zusammen mit Arno Steinwender ein österreichisches Internetportal für Gesellschaftsspiele, für das er seitdem journalistisch tätig ist. Seit 2005 verlegte er gemeinsam mit Steinwender mehrere Kinderspiele. Ab 2006 evaluierte er Spiele – vor allem für den US-amerikanischen Spielwarenhersteller Hasbro –, entwarf Spiele, realisierte Spielkonzepte und entwarf Konzepte für TV-Shows. Seit Anfang 2007 ist Puhl als Berater mehrerer Firmen im Gesellschaftsspiel- und Unterhaltungselektronikbereich tätig. 2010 wechselte er in das Trade Marketing der Philips Austria GmbH und schloss 2012 die Ausbildung zum Master of Science in Training and Developement ab.

## Ludographie
- 2005: Kleiner Eisbär, auf in die Sonne! (Verlag Schmidt Spiele, Co-Autor Arno Steinwender)
- 2005: Pssst! (Verlag Piatnik, Co-Autor Arno Steinwender)
- 2006: Sternenschweif - Sprung in die Nacht  (Verlag Kosmos, Co-Autor Arno Steinwender)
- 2007: Barbie Card Game - Barbie Party  (Verlag Trefl, Co-Autor Ronald Hofstätter)
- 2007: Chut! Le petit dort  (Verlag Piatnik, Co-Autor Arno Steinwender)
- 2008: Disney - Winnie the Pooh - 100-Morgen-Wald (ungar. original Titel: 100 Holdas Pagony) (Verlag Trefl, Co-Autor Arno Steinwender, Ronald Hofstätter)
- 2008: Winnie the Pooh - Kubuś w Stumilowym Lesie (Verlag Trefl, Co-Autor Ronald Hofstätter, Arno Steinwender)
- 2008: Allesto  (Verlag Selecta, Co-Autor Arno Steinwender; vom Verlag zurückgezogen)
- 2008: Europa-Wissen  (Verlag Noris, Co-Autor Arno Steinwender)
- 2009: Europa-Wissen Deutschland  (Verlag Noris, Co-Autor Arno Steinwender)
- 2009: Scooby Doo Help! (Verlag: Trefl, Co-Autor Ronald Hofstätter, Arno Steinwender)
- 2010: Take it or leave it (Verlag Schmidt Spiele, Co-Autor Arno Steinwender)
- 2012: Take it or leave it (Verlag Gamewright, Co-Autor Arno Steinwender; ausgezeichnet unter anderem mit dem Major Fun Award, Tillywig Brain Child Award und dem Parents’ Choice Silver Honor)
- 2014: Tom Turbo Jagd auf Fritz Fantom (Verlag Piatnik, Co-Autor Arno Steinwender)
- 2015: Das Expedition Natur Spiel (Verlag moses., Co-Autor Arno Steinwender)
- 2015: Mount Pingo (Verlag HUCH! & friends, Co-Autor Arno Steinwender)